# Agrostis media
Agrostis media är en gräsart som beskrevs av Dugald Carmichael. Agrostis media ingår i släktet ven, och familjen gräs. IUCN kategoriserar arten globalt som livskraftig. Inga underarter finns listade i Catalogue of Life.